# 阮文玄
阮文玄（1911年—1995年），越南共和國政治人物，天主教徒。曾任越南共和國國會上議院首任主席（1967年-1973年）。在楊文明擔任總統期間，擔任副總統，負責和談，但在1975年4月30日越南共和國政體垮臺之前，只擔任這一職務3天。晚年被邀請以自由人士的身份加入越南祖國陣線，並當選為第四屆越南祖國陣線中央委員會主席團成員，直到他去世。